# قائمة أحياء فاس
تعد مدينة فاس ثاني أكبر مدينة بالمملكة المغربية من حيث عدد السكان الذي تجاوز 1.9 مليون نسمة حسب إحصاء سنة 2010
، كما تعتبر العاصمة العلمية للمملكة.
وحسب التقسيم الإداري الأخير الذي شمل معظم مدن المملكة، أصبحت فاس تضم 6 مقاطعات أساسية وهي:
- مقاطعة فاس المدينة:

1. عدد السكان : 91.473 نسمة (سنة 2004)

- مقاطعة جنان الورد:

1. عدد السكان : 174.226 (سنة 2004)

- مقاطعة المرينيين:

1. عدد السكان : 191.093 (سنة 2004)

- مقاطعة سايس:

عدد السكان : 156.590 (سنة 2004)
- مقاطعة زواغة:

1. عدد السكان : 163.291 نسمة (سنة 2004)

- مقاطعة أكدال:

1. عدد السكان : 144.064 نسمة (سنة 2004)

## أحياء مدينة فاس
| رقم المقاطعة | اسم المقاطعة       | عدد السكان   | الأحياء |
| ------------ | ------------------ | ------------ | --- |
| 01           | مقاطعة فاس المدينة | 91.473 نسمة  | - القرويين - الأندلوسيين - الطالعة الكبيرة - الطالعة الصغيرة |
| 02           | مقاطعة جنان الورد  | 174.226 نسمة | - حي باب الخوخة - حي باب الفتوح - حي عين النقبي - حي الجنانات - حي صهريج اكناوة - دوار ريافة - سهب الورد - المصلى |
| 03           | مقاطعة المرينيين   | 156.590 نسمة | - حي ظهر الخميس (بن سليمان + لابيطا + بنزاكور + الحي الحسني + البورنيات + كريان الحجوي) - حي الوفاق - حي الأمل - حي 45 - حي بلخياط - حي بن دباب - حي المصلى - حي عين هارون - حي عين قادوس - حي السلام - حي الضيعة - الحي المحمدي - حي ثغات - حي الحديقة - حي واد فاس |
| 04           | مقاطعة سايس        | 163.291 نسمة | - حي مونفلوري (يناديه البعض بحي الزهور) - حي النرجس - حي عوينات الحجاج |
| 05           | مقاطعة زواغة       | 163.291 نسمة | - حي بنسودة - حي النماء الصناعي - حي زواغة العليا - حي زواغة سيدي الهادي الوفاق - حي زواغة السفلى - حي المسيرة |
| 06           | مقاطعة أكدال       | 144.064 نسمة | - المدينة الجديدة - الأطلس - حي السعادة - الليدو - شارع الحسن التاني - حي طارق |